# إيمانويل كونديه
إيمانويل جيروم كونديه (بالفرنسية: Emmanuel Jérôme Kundé)‏ (مواليد 15 يوليو 1956) هو لاعب كرة قدم سابق في مركز الدفاع. لعب مع أندية عدة ومنتخب الكاميرون لكرة القدم.
سجل هدف الفوز في نهائي كأس الأمم الأفريقية 1988 أمام نيجيريا عبر ضربة جزاء. وسجل في ربع نهائي كأس العالم 1990 أمام إنجلترا بضربة جزاء أيضاً.

## روابط خارجية
- إيمانويل كونديه على موقع الاتحاد الدولي (مؤرشف)  (الإنجليزية)
- إيمانويل كونديه على موقع قاعدة بيانات كرة القدم.إي يو (الإنجليزية)
- إيمانويل كونديه على موقع ناشيونال فوتبول تيمز (الإنجليزية)
- إيمانويل كونديه على موقع Soccerway.com (الإنجليزية)
- إيمانويل كونديه على موقع عالم كرة القدم.نت (الإنجليزية)
- إيمانويل كونديه على موقع أوليمبيديا (الإنجليزية)
- إيمانويل كونديه على موقع GSA (الإنجليزية)